# 줄리오 안드레오티

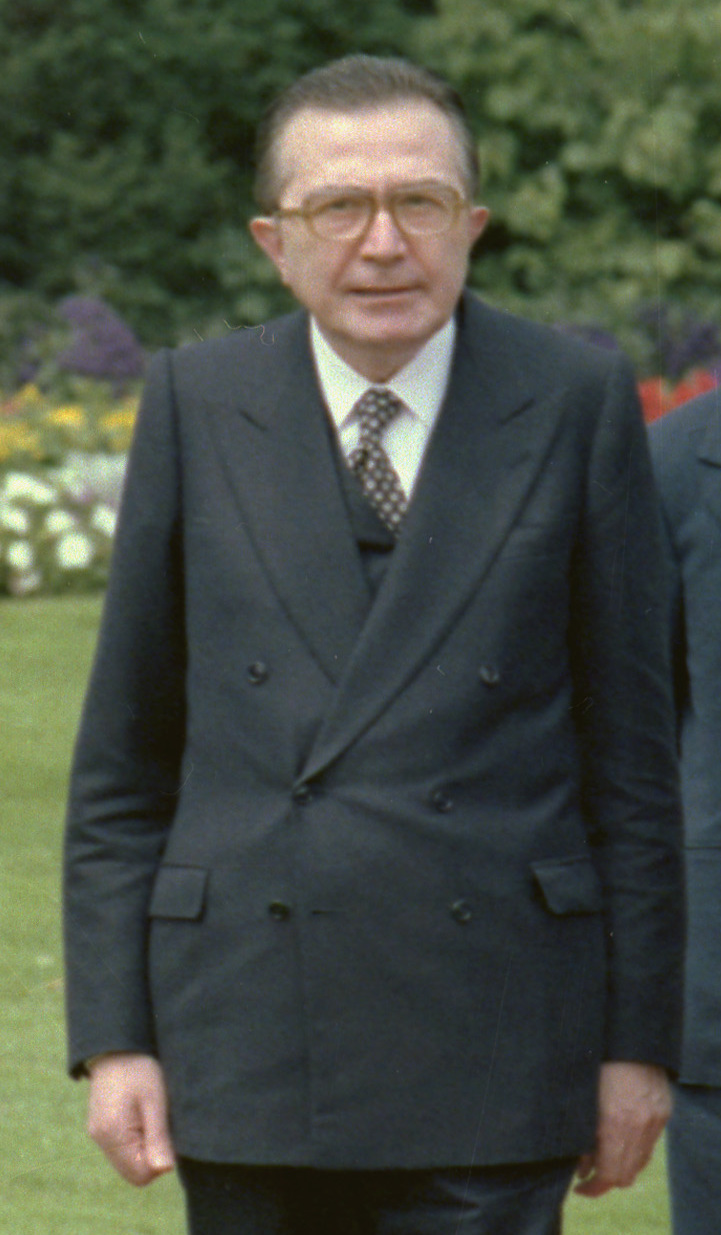
줄리오 안드레오티

줄리오 안드레오티(이탈리아어: Giulio Andreotti, 1919년 1월 14일 ~ 2013년 5월 6일)는 이탈리아의 정치인이다. 20세기 중후반 이탈리아 정계를 주름잡으며, 세 차례 총리를 지냈다.
로마에서 태어났으며, 로마 라 사피엔차 대학교에서 법학을 전공했다. 젊은 시절부터 가톨릭 학생운동에 참여했으며, 알치데 데 가스페리와 인연을 맺어 기독교민주당에 가입했다. 이탈리아 공화국 설립 이후 국회에 진출했고, 1954년 내무장관을 맡은 이후 기독교민주당이 주도하는 정권에서 여러 부처 장관을 역임했다.
1972년 기독교민주당 하원 원내총무가 되었고, 그 해 연립 내각을 구성하여 총리가 되었다. 1976년 납치된 알도 모로의 뒤를 이어 내각을 구성, 총리가 되었으며 이 때에는 이탈리아 공산당이 참여하지 않은 상태에서 1979년까지 정권을 유지했다. 1983년 ~ 1989년 외무장관으로 재직했고, 1989년 다시 내각을 구성, 제70대 총리로 세 번째로 총리가 되었다. 1991년 종신 상원의원에 선출되었으나, 1992년 총선 패배의 책임을 지고 총리직을 사임하였다.
이후 그는 과거에 마피아와 연루된 혐의로 기소되었으며, 이탈리아의 대표적인 부패 정치인으로 풍자·조롱의 대상이 되었다. 특히 그는 1970년대에 마피아와 크게 연관이 있었다고 알려졌으며, 이에 따라 기소되어 재판을 받았다. 장기간의 법정 공방이 이어졌으며, 1999년 마피아 두목에게 각종 이권을 넘겨주고 재판과정에 간여하는 등의 혐의로 징역 15년형이 구형되었으나, 무죄가 선고되었다.
2003년 그는 또다시 기소되었으며, 알도 모로 총리 납치 사건을 다룬 책을 저술하려다 1979년 살해당한 언론인의 살인 사건에 마피아와 함께 그가 연루되었다는 혐의가 있었으며, 이에 대해 유죄가 인정되어 징역 24년형이 선고되었다. 그러나 83세의 고령인 점을 고려하여 형집행이 보류되면서 곧 풀려났다. 바로 상원의원 활동을 재개하였으며, 2006년 상원의장 선거에 출마했으나, 근소한 차로 패했다.
2012년 호흡기 감염에 따른 심혈관계 이상으로 병원에 입원했으며, 2013년 증세가 악화되어 세상을 떠났다.